# Dom Viçoso
Dom Viçoso är en kommun i Brasilien.   Den ligger i delstaten Minas Gerais, i den sydöstra delen av landet, 800 km söder om huvudstaden Brasília. Antalet invånare är 2 994.
Omgivningarna runt Dom Viçoso är huvudsakligen savann. Runt Dom Viçoso är det ganska glesbefolkat, med 26 invånare per kvadratkilometer.